# Людвинівка (Овруцький район)
Людвинівка — колишнє село в Україні. Знаходилося в Овруцькому районі Житомирської області.

## Історія
У 1906 році в селі мешкало 345 осіб, налічувалось 54 дворових господарства.
Колишній орган місцевого самоврядування — Людвинівська сільська рада.
1981 року населення села становило близько 160 осіб. Населення стало скорочуватися після аварії на Чорнобильській АЕС у 1986 році. 12 січня 1993 року згідно з розпорядженням Кабінету міністрів України територію, на якій розташоване село, було віднесено до другої зони радіаційного забруднення, що передбачає обов'язкове безумовне відселення, у цій зоні також заборонено будь-яку господарську діяльність: капітальне будівництво, оренда землі, рубання лісу тощо. Зняте з обліку 13 січня 2009 року.

## Легенди
Від мешканців села було записано цікаву легенду, згідно з якою, в стародавні часи в день Івана Купали на людей нападали 12-голові літаючі змії, проте Бог, бажаючи вберегти людей, закував їх у важкі панцири, з яких видно тільки одну голову, а змії в них більше не можуть швидко пересуватися. Так, згідно з легендою, з'явилися черепахи.